# Franklin Narváez
Franklin Narváez – panamski piłkarz, trener piłkarski, od 2022 roku prowadzi Independiente La Chorrera.